# Serie A 1978/1979
Soutěžní ročník Serie A 1978/79 byl 77. ročník nejvyšší italské fotbalové ligy a 47. ročník od založení Serie A. Soutěž začala 1. října 1978 a skončila 13. května 1979. Účastnilo se jí opět 16 týmů z toho 13 se kvalifikovalo z minulého ročníku. Poslední tři týmy předchozího ročníku, jimiž byli Janov 1893, US Foggia a Pescara Calcio sestoupili do druhé ligy. Opačným směrem putovali tři týmy, jimiž byli Ascoli Calcio 1898 (vítěz druhé ligy), US Catanzaro a US Avellino.
Titul v soutěži obhajoval klub Juventus FC, který v minulém ročníku získal své 18. prvenství v soutěži.

## Přestupy hráčů
| Jméno              | odkud            | kam                |  |
| ------------------ | ---------------- | ------------------ |  |
| Roberto Pruzzo     | Janov 1893       | AS Řím             |  |
| Luciano Spinosi    | Juventus FC      | AS Řím             |  |
| Luciano Castellini | Turín Calcio     | SSC Neapol         |  |
| Antonio Juliano    | SSC Neapol       | Bologna FC         |  |
| Pietro Anastasi    | FC Inter Milán   | Ascoli Calcio 1898 |  |
| Giuseppe Sabadini  | Milán AC         | US Catanzaro       |  |
| Sergio Gori        | AC Hellas Verona | AC Sant'Angelo     |  |
| Pierino Prati      | AC Fiorentina    | Savona FC          |  |
| Cesare Prandelli   | US Cremonese     | Atalanta BC        |  |

## Složení ligy v tomto ročníku
| Klub                 | Město         | Stadión                             | Kapacita | Trenér                                                                      | 1977/78          |
| -------------------- | ------------- | ----------------------------------- | -------- | --------------------------------------------------------------------------- | ---------------- |
| Ascoli Calcio 1898   | Ascoli Piceno | Stadio Cino e Lillo Del Duca        | 40 000   | Antonio Renna                                                               | Serie B          |
| US Avellino          | Avellino      | Stadio Partenio-Adriano Lombardi    | 39 500   | Rino Marchesi                                                               | Serie B          |
| Atalanta BC          | Bergamo       | Stadio Comunale                     | 43 000   | Battista Rota                                                               | 9.               |
| Bologna FC           | Bologna       | Stadio Comunale                     | 40 000   | Bruno Pesaola (do 12. kola) Marino Perani (do 16. kola) Cesarino Cervellati | 12.              |
| US Catanzaro         | Catanzaro     | Stadio Comunale                     | 20 000   | Carlo Mazzone                                                               | Serie B          |
| AC Fiorentina        | Florencie     | Stadio Comunale                     | 58 000   | Paolo Carosi                                                                | 13.              |
| FC Inter Milán       | Milán         | Stadio Giuseppe Meazza              | 83 000   | Eugenio Bersellini                                                          | 5.               |
| Milán AC             | Milán         | Stadio Giuseppe Meazza              | 83 000   | Nils Liedholm                                                               | 4.               |
| SSC Neapol           | Neapol        | Stadio San Paolo                    | 81 000   | Gianni Di Marzio (do 2. kola) Luís Vinício                                  | 6.               |
| AC Perugia           | Perugia       | Stadio Comunale di Pian di Massiano | 28 000   | Ilario Castagner                                                            | 7.               |
| SS Lazio             | Řím           | Stadio Olimpico                     | 66 000   | Roberto Lovati                                                              | 11.              |
| AS Řím               | Řím           | Stadio Olimpico                     | 66 000   | Gustavo Giagnoni (do 6. kola) Ferruccio Valcareggi                          | 8.               |
| Juventus FC          | Turín         | Stadio Comunale                     | 71 000   | Giovanni Trapattoni                                                         |                  |
| Turín Calcio         | Turín         | Stadio Comunale                     | 71 000   | Luigi Radice                                                                | Bronzová medaile |
| AC Hellas Verona     | Verona        | Stadio Marcantonio Bentegodi        | 42 000   | Luigi Mascalaito (do 7. kola) Giuseppe Chiappella                           | 10.              |
| SS Lanerossi Vicenza | Vicenza       | Stadio Romeo Menti                  | 33 000   | Giovan Battista Fabbri                                                      | Stříbrná medaile |

## Tabulka
| Poř. | Tým                  | Z  | V  | R  | P  | VG | OG | B  |
| ---- | -------------------- | -- | -- | -- | -- | -- | -- | -- |
| 1.   | Milán AC             | 30 | 17 | 10 | 3  | 46 | 19 | 44 |
| 2.   | AC Perugia           | 30 | 11 | 19 | 0  | 34 | 16 | 41 |
| 3.   | Juventus FC          | 30 | 12 | 13 | 5  | 40 | 23 | 37 |
| 4.   | FC Inter Milán       | 30 | 10 | 16 | 4  | 38 | 24 | 36 |
| 5.   | Turín Calcio         | 30 | 11 | 14 | 5  | 35 | 23 | 36 |
| 6.   | SSC Neapol           | 30 | 9  | 14 | 7  | 23 | 21 | 32 |
| 7.   | AC Fiorentina        | 30 | 10 | 12 | 8  | 26 | 26 | 32 |
| 8.   | SS Lazio             | 30 | 9  | 11 | 10 | 35 | 40 | 29 |
| 9.   | US Catanzaro         | 30 | 6  | 16 | 8  | 23 | 30 | 28 |
| 10.  | Ascoli Calcio 1898   | 30 | 7  | 12 | 11 | 26 | 31 | 26 |
| 11.  | US Avellino          | 30 | 6  | 14 | 10 | 19 | 26 | 26 |
| 12.  | AS Řím               | 30 | 8  | 10 | 12 | 24 | 32 | 26 |
| 13.  | Bologna FC           | 30 | 4  | 16 | 10 | 23 | 30 | 24 |
| 14.  | SS Lanerossi Vicenza | 30 | 5  | 14 | 11 | 29 | 42 | 24 |
| 15.  | Atalanta BC          | 30 | 6  | 12 | 12 | 20 | 33 | 24 |
| 16.  | AC Hellas Verona     | 30 | 2  | 11 | 17 | 14 | 39 | 15 |

Poznámky
- Z = Odehrané zápasy; V = Vítězství; R = Remízy; P = Prohry; VG = Vstřelené góly; OG = Obdržené góly; B = Body
- za výhru 2 body, za remízu 1 bod, za prohru 0 bodů.
- při rovnosti bodů rozhodovalo skóre

|  | Mistr a přímý postup do PMEZ 1979/80 |
|  | Přímý Postup do Poháru UEFA 1979/80  |
|  | Přímý postup do Poháru PVP 1979/80   |
|  | Sestup do Serie B                    |

## Střelecká listina
Nejlepším střelcem tohoto ročníku Serie A se stal italský útočník Bruno Giordano. Hráč SS Lazio vstřelil 19 branek.
| P. | Nár    | Hráč                 | Tým                  | Branky |
| -- | ------ | -------------------- | -------------------- | ------ |
| 1. | Itálie | Bruno Giordano       | SS Lazio             | 19     |
| 2. | Itálie | Paolo Rossi          | SS Lanerossi Vicenza | 15     |
| 3. | Itálie | Alberto Bigon        | Milán AC             | 12     |
| 4. | Itálie | Alessandro Altobelli | FC Inter Milán       | 11     |
| 4. | Itálie | Carlo Muraro         | FC Inter Milán       | 11     |
| 6. | Itálie | Massimo Palanca      | US Catanzaro         | 10     |
| 6. | Itálie | Paolo Pulici         | Turín Calcio         | 10     |
| 8. | Itálie | Roberto Bettega      | Juventus FC          | 9      |
| 8. | Itálie | Aldo Maldera         | Milán AC             | 9      |
| 8. | Itálie | Roberto Pruzzo       | AS Řím               | 9      |
| 8. | Itálie | Walter Speggiorin    | AC Perugia           | 9      |
| 8. | Itálie | Giuseppe Savoldi     | SSC Neapol           | 9      |

## Vítěz
| Serie A 1978/79 AC Milán (10. titul) |